# Jeffrey S. Medkeff
Jeffrey S. Medkeff (mest känd som Jeff Medkeff), född 1968 i Akron, Ohio, död 3 augusti 2008 i Houston, Texas, var en amerikansk astronom, vetenskapsförfattare och skeptiker.
Som del av sitt arbete upptäckte Medkepp ett flertal asteroider, som han namngav efter andra vetenskapsmän och skeptiker, som Fraser Cain, Derek Colanduno, Robynn McCarthy, PZ Myers, Phil Plait, Michael Stackpole och Rebecca Watson.
2003 uppmärksammade den Internationella astronomiska unionen hans arbete för vetenskapen genom att namnge asteroiden 41450 Medkeff i hans ära, med kommentaren att "han har bidragit till upptäckterna och observationerna av tusentals småplaneter."

## Asteroider upptäckta av Jeffrey S. Medkeff
| 15512 Snyder [A]                        | 18 oktober 1999  |
| 37163 Huachucaclub [A]                  | 19 november 2000 |
| 38203 Sanner [A]                        | 19 juni 1999     |
| 86279 Brucegary                         | 17 oktober 1999  |
| 106537 McCarthy                         | 23 november 2000 |
| 106545 Colanduno                        | 28 november 2000 |
| 158092 Frasercain                       | 28 november 2000 |
| 165347 Philplait                        | 23 november 2000 |
| (230080) 2000 WE11                      | 20 november 2000 |
| (285784) 2000 WW29                      | 25 november 2000 |
| Upptäckt tillsammans med: A David Healy |                  |